# Харченко, Юрий Александрович
Ю́рий Алекса́ндрович Ха́рченко (род. 11 октября 1963, пос. Рощино, Ленинградская область) — советский саночник, выступавший за сборную СССР с 1982 года по 1991-й. Бронзовый призёр зимних Олимпийских игр в Калгари, обладатель бронзовой медали чемпионата мира, пятикратный чемпион национального первенства. Защищал честь спортивного общества «Динамо», мастер спорта международного класса.

## Биография
Юрий Харченко родился 11 октября 1963 года в посёлке Рощино (Ленинградская область). Активно заниматься санным спортом начал в возрасте четырнадцати лет, когда вступил в ленинградское спортивное общество «Динамо», пять лет спустя стал членом национальной сборной. Первое время выступал в обеих дисциплинах, как в двойках, так и одиночках, но позже сделал выбор в пользу одноместных саней, так как здесь результаты были лучше.
Уже в 1983 году одержал победу на чемпионате Советского Союза, благодаря чему удостоился права защищать честь страны на зимних Олимпийских играх в Сараево, где впоследствии финишировал седьмым.
В 1984 году стал бронзовым призёром национального первенства, а три последующих года — неизменно удерживал звание чемпиона. Ездил соревноваться на Олимпийские игры 1988 года в Калгари, изначально не был фаворитом, но сенсационно завоевал бронзовую медаль в одиночках, на 0,084 сек опередив Томаса Якоба из ГДР. Кубковый цикл завершил на втором месте общего зачёта, кроме того, пополнил медальную коллекцию серебром с чемпионата СССР.
На чемпионате мира 1989 года в немецком Винтерберге выиграл бронзовую награду в состязаниях смешанных команд, тогда как в зачёте национального первенства в двух следующих сезонах занимал первое и третье места.
Ещё в 1989 году Юрий Харченко окончил Ленинградский электротехнический институт связи, поэтому в 1991 году, сразу после окончания спортивной карьеры, пошёл работать инженером-связистом.